# Lebanon, Pennsylvania
Lebanon là một thành phố thuộc quận Lebanon, tiểu bang Pennsylvania, Hoa Kỳ. Năm 2010, dân số của xã này là 25477 người.